# Oxypolis fendleri
Oxypolis fendleri là một loài thực vật có hoa trong họ Hoa tán. Loài này được (A. Gray) A. Heller mô tả khoa học đầu tiên năm 1897.